# Ana Elsa Montes
Ana Elsa Montes (Río Ceballos, provincia de Córdoba, 8 de febrero de 1923- La Plata, provincia de Buenos Aires, 8 de septiembre de 1991), fue una cineasta argentina dedicada al cine documental etnográfico.

## Biografía
Ana Elsa Montes nació el 8 de febrero de 1923 en Río Ceballos, Córdoba, hija del arqueólogo Aníbal Montes y María Silva.
Se casó con el antropólogo Alberto Rex González. Empezó a recolectar información y filmar de manera autodidacta en las campañas de investigación de su marido. También escribió sobre el Valle del Hualfín en Catamarca. En una entrevista a Rex González, conoció al director de cine Jorge Prelorán, referente del cine etnográfico documental, con quién empieza a trabajar de manera profesional. Como seña particular de su trabajo mostraba preocupación por los protagonistas de sus documentales.   
En 1990 participó de la XXIX edición de la Semana Internacional del Cine de Manenheim, Alemania. En la exposición sobre las mujeres y los medios, dijo lo siguiente:

requieren de nosotras las mujeres una profunda reflexión sobre nuestra identidad primordial como preservadoras y guardianas de la vida. Por eso creo que lo más importante que tenemos que promover entre nosotras las mujeres es tratar de unirnos en defensa de la paz.
Ana Elsa Montes

Falleció el 8 de septiembre de 1991 en la ciudad de La Plata, debido a un cáncer con el que luchaba desde 1969, mientras estaba compaginando con una moviola manual, un documental sobre Alicia Moreau de Justo.

## Obras

### Filmografía
Fue directora o participó de las siguientes obras:
- Ocurrido en Hualfín (1964), compuesta por Greda, Cuando queda en silencio el viento y Elinda del Valle, la historia de una tejedora.
- Quilino.
- Ceramiqueros de Traslasierras, sobre los artesanos de Pampa de Achala, en la provincia de Córdoba.
- Las Tejedoras de Ñanduti.
- Pictografías del Cerro Colorado.
- Manos Pintadas.
- Los Onas, vida y muerte en Tierra del Fuego (1977), sobre los pueblos indígenas de Tierra del Fuego, con Anne Chapman.[3][4]
- Alicia Moreau de Justo.

## Premios
- Mención especial en el Segundo Festival Internacional de la Mujer y el Cine (1989) por Las Tejedoras de Ñanduti.
- Gran Premio en el Primer Festival Nacional de Cine Antropológico y Social (1985), por Los Onas, vida y muerte en Tierra del Fuego.